# Conto alla rovescia (album)
Conto alla rovescia è il secondo lavoro discografico del cantautore italiano Francesco Renzi.

## Descrizione
Realizzato nel 2009.
Etichetta discografica MEA Sound (CD BB 31).
Produzione a cura della C.G.A. Records.
Produzione discografica MEA Sound.
Distribuzione a cura di Phonomea.
Testi, musiche del cantautore Alessio, eccetto le tracce nr. 3 - 11 e 12 scritte ed arrangiate dallo stesso Francesco Renzi.
Arrangiamenti e programmazione a cura di Alessio, Marco Graziani e Francesco Renzi.
Mixaggio e masterizzazione a cura di Midi Sound Studio e Ciro Ardimento.
Il brano nr. 6, Na bona guagliona è duettato con l'artista Gianluca.
La traccia nr. 7, Pocha, è stata scritta da Francesco Renzi con la collaborazione di Raffaele Merola, dedicata al Pocho Lavezzi.

## Registrazione
- Pianoforte: Damiano Abbate
- Batteria: Daniele De Julio
- Chitarre: Mario Flaminio
- Basso: Sergio Di Gennaro
- Percussioni: Joion Klajon
- Cori: Francesco Renzi, Angela Piccerillo, Damiano Abbate, Marco Graziani

## Tracce
1. Ragazzina innamorata
2. Ce pienze ancora
3. Conto alla rovescia
4. Strega d'amore
5. Facimme pace
6. 'Na bona guagliona
7. Pocha
8. Guagliune 'e miez'a via
9. Te quiero
10. Voglio bene sulo a te
11. Alla tua età
12. Memoria di un campione